# امبالیادا (۲)
امبالیادا (به لاتین: Ambaliyadda) یک منطقهٔ مسکونی در سری‌لانکا است که در استان مرکزی (سری‌لانکا) واقع شده‌است.